# 君の魂 大事な魂
「君の魂 大事な魂」（きみのたましい だいじなたましい）は、佐野元春47作目のシングル。2003年12月17日に、Epic Records/M's Factoryから発売された。

## 概要
前作「INNOCENT」から4年振りとなるシングルで、CCCDで発売された。
『君の魂 大事な魂』の初出は、2001年6月に『Sail On』のタイトル（本作の副題）でWEBにて期間限定配信された。アルバム「THE SUN」収録バージョンとは異なる。
カップリングの「ナポレオンフィッシュと泳ぐ日 (H.K.B. Version)」は、The Hobo King Bandの演奏による、1989年発売のアルバム・タイトル曲のリメイク。

## 収録曲
- 全作詞・作曲・編曲：佐野元春

1. 君の魂 大事な魂(4:15)[5]
2. ナポレオンフィッシュと泳ぐ日 (H.K.B. Version) (8:35)[5]